# Локалитет Бунар
Локалитет Бунар је археолошко налазиште у атару насеља Бољетин, из периода старијег гвозденог доба.
Налазио се између археолошких локалитета Лепенски вир и Ушће бољетинске реке.